# Carpinone
Carpinone ist eine italienische Gemeinde (comune) mit 1017 Einwohnern (Stand 31. Dezember 2023) in der Provinz Isernia in der Region Molise. Die Gemeinde liegt etwa acht Kilometer östlich von Isernia.

## Verkehr
Durch die Gemeinde führt die Strada Statale 85 Venafrana von Vairano Patenora nach Pescolanciano. Der Bahnhof von Carpinone wird von Zügen auf den Bahnstrecken von Isernia nach Campobasso und nach Sulmona bedient.